# Abacaria ruficeps
Abacaria ruficeps là một loài Trichoptera trong họ Hydropsychidae. Chúng phân bố ở miền Australasia.